# Torsten Haverland
Torsten Haverland (Neustadt, RDA, 6 de septiembre de 1965) es un deportista alemán que compitió en vela en la clase 470. Ganó una medalla de bronce en el Campeonato Europeo de 470 de 1995.

## Palmarés internacional
| \| Campeonato Europeo \| Campeonato Europeo \| Campeonato Europeo \| Campeonato Europeo \| \| Año \| Lugar \| Medalla \| Clase \| \| ------------------ \| ------------------ \| ------------------ \| ------------------ \| \| 1995 \| Båstad (Suecia) \| Medalla de bronce \| 470 \| |                 |                   |       |
| Campeonato Europeo |                 |                   |       |
| Año | Lugar           | Medalla           | Clase |
| 1995 | Båstad (Suecia) | Medalla de bronce | 470   |